# Rai Vloet
Rai Hendrikus Martinus Vloet (* 8. Mai 1995 in Schijndel) ist ein niederländischer Fußballspieler. Er steht seit September 2022 bei Ural Jekaterinburg in Russland unter Vertrag.

## Karriere

### Verein
Rai Vloet wurde im Ort Schijndel in der Provinz Noord-Brabant geboren. Bis 2005 spielte er in der Provinz Limburg bei der Sportvereniging Nieuwenhagen, einem Verein aus Landgraaf an der deutschen Grenze, bevor er in seiner Geburtsprovinz dem Nachwuchsleistungszentrum der PSV Eindhoven beitrat. Sein erstes Spiel im Erwachsenenfußball (außerhalb von Freundschaftsspielen) war die 1:2-Niederlage der Reservemannschaft am 20. September 2013 im Nachbarschaftsduell beim FC Den Bosch in der Jupiler League (heute Keuken Kampioen Divisie), der zweithöchsten niederländischen Spielklasse. Im Saisonverlauf erkämpfte sich Vloet einen Stammplatz und wurde in der Regel als offensiver Mittelfeldspieler oder als Mittelstürmer eingesetzt. Sein erster Einsatz für die erste Mannschaft in einem Wettbewerbsspiel war der 1:0-Sieg im Hinspiel in der dritten Qualifikationsrunde zur UEFA Europa League gegen den SKN St. Pölten. Rai Vloet kam in der ersten Mannschaft in der Eredivisie jedoch nur vereinzelt zu Einsätzen und stand ansonsten lediglich im Spieltagskader oder sammelte Spielpraxis in der Reservemannschaft. Da sich die Situation für ihn auch in der Hinrunde der Saison 2015/16 nicht änderte, wechselte er im Wintertransferfenster der Saison auf Leihbasis zum SC Cambuur, für die er acht Eredivisie-Einsätze absolvierte; der Verein stieg zum Saisonende aus der höchsten niederländischen Spielklasse ab. Da der Leihvertrag von Vloet auslief, folgte die Rückkehr zur PSV. Jedoch wurde er Ende August 2016 an den Stadtrivalen FC Eindhoven in die zweithöchste niederländische Spielklasse verliehen. Dort erkämpfte sich Rai Vloet einen Stammplatz und wurde zumeist als zentraler Mittelfeldspieler eingesetzt. Mit zwölf Toren trug er zum zehnten Platz des Vereins bei.
Zur Saison 2017/18 verließ Vloet die PSV endgültig und wechselte innerhalb der Provinz Noord-Brabant zu NAC Breda. Genau wie beim FC Eindhoven wurde er Stammspieler und kam in nahezu jedem Spiel zum Einsatz, lediglich drei Spiele verpasste er wegen einer Rot- sowie wegen einer Gelbsperre. Mit dem 15. Platz gelang dem Verein der Klassenerhalt. Nur ein Jahr später, zur Saison 2018/19, folgte der Wechsel nach Italien in die Serie A zu Frosinone Calcio, wobei er zuvor in derselben Transferperiode sich in der Schweiz dem FC Chiasso anschloss, allerdings kein Spiel für diese absolvierte. Verletzungsbedingt verpasste Rai Vloet den Saisonstart, in der Folge blieb ihm ein Stammplatz in Frosinone verwehrt. Im Wintertransferfenster folgte eine Leihe nach Belgien zu VV St. Truiden, wo er allerdings auch lediglich zwei Pflichtspiele absolvierte. Im Sommer 2019 folgte die Rückkehr in die Niederlande, wo Vloet nun in der Keuken Kampioen Divisie für Excelsior Rotterdam auflief. Schnell erkämpfte er sich einen Stammplatz und wurde in der Regel als offensiver Mittelfeldspieler eingesetzt. Die Saison wurde aufgrund der COVID-19-Pandemie abgebrochen, dank 14 Toren von Rai Vloet stand Excelsior zum Zeitpunkt des Saisonabbruches auf Platz 7. In der Sommerpause 2020 wechselte er zu Heracles Almelo und der Verein belegte zum Saisonende den neunten Tabellenplatz. Dazu beigetragen haben auch 16 Tore von Vloet, der im offensiven Mittelfeld gesetzt war. Eine Saison später behielt er zunächst seinen Platz in der Stammelf, wobei er abermals als offensiver Mittelfeldspieler zum Einsatz kam, doch im November 2021 war er in einen Autounfall, in dem ein vierjähriges Kind tödlich verunglückte, verwickelt, woraufhin er festgenommen wurde. Ab dem 13. Spieltag gehörte Rai Vloet nicht mehr zum Spieltagskader, ehe er am 15. Januar 2022 im Eredivisie-Spiel bei NEC Nijmegen wieder zum Einsatz kam. Am 21. Januar 2022 wurde er mit sofortiger Wirkung suspendiert und nachdem herauskam, dass sich seine Aussage, mit 130 Kilometer pro Stunde gefahren zu sein und lediglich „zwei Gläser Alkohol“ getrunken zu haben, als Lüge herausstellte, gab Rob Toussaint, Technischer Direktor von Heracles Almelo, bekannt, dass die Suspendierung bestehen bleibt, wobei eine Entlassung noch nicht durchgeführt wurde.
Am 25. März 2022 schloss sich Vloet dem kasachischen Erstligisten FC Astana an. Im September desselben Jahres wechselte er zum russischen Erstligisten Ural Jekaterinburg. Am 5. April 2023 wurde Vloet zu zweieinhalb Jahren Haft verurteilt und erhielt ein vierjähriges Fahrverbot.

### Nationalmannschaft
Am 16. September 2011 debütierte Rai Vloet beim 1:0-Sieg im deutschen Göttingen gegen Italien anlässlich eines Vier-Nationen-Turnieres für die EM-Qualifikation für die niederländische U17-Nationalmannschaft. Er kam bis 2012 zu 16 Einsätzen (drei Tore) und nahm mit seiner Mannschaft an der U-17-Fußball-Europameisterschaft 2012 in Slowenien teil. Dort gewann Vloet mit der U17 den Titel und war im Turnierverlauf in allen fünf Spielen zum Einsatz gekommen, so auch im Finale gegen Deutschland. Danach absolvierte er mindestens ein Spiel für die U18 der Niederlande und absolvierte dann am 20. Juli 2013 beim 3:2-Sieg in Kaunas im Gruppenspiel bei der U-19-Fußball-Europameisterschaft 2013 in Litauen sein erstes Spiel für die niederländischen U19-Junioren. Bei diesem Turnier war die Niederlande nach der Gruppenphase aus und Rai Vloet spielte in allen drei Partien. Bis 2014 kam er zu zehn Spielen und schoss drei Tore. Im Jahr 2014 lief Vloet in drei Partien für die niederländische U20-Auswahl auf. Ein Jahr später absolvierte er ebenso viele Spiele für die niederländische U21-Nationalmannschaft und schoss zwei Tore.

## Erfolge
- U-17-Europameister: 2012
- Niederländischer Meister: 2015, 2016